# Bolesława Lament
Bolesława Lament (Łowicz, 3 luglio 1862 – Białystok, 29 gennaio 1946) è stata una religiosa polacca, fondatrice delle Suore Missionarie della Sacra Famiglia. È stata beatificata da papa Giovanni Paolo II nel 1991.

## Biografia
Figlia di artigiani, conseguì il diploma magistrale e nel 1884 si trasferì a Varsavia dove fu insegnante presso la scuola clandestina delle Suore Francescane della Famiglia di Maria. Dopo aver cercato di entrare tra le visitandine, consigliata dal suo direttore spirituale continuò a dedicarsi all'apostolato attivo e prestò servizio presso una delle case di accoglienza per senzatetto aperte da Onorato da Biała.
Con l'aiuto di Onorato, nel 1905 organizzò una fraternità di terziarie francescane e si stabilì a Mahilëŭ, dove aprì un laboratorio di sartoria e prese a insegnare il catechismo ai bambini; presto l'opera della Lament si trasferì a San Pietroburgo e le sue suore iniziarono a operare in orfanotrofi e scuole parrocchiali.
Dopo lo scoppio della rivoluzione russa, nel 1922 la fraternità della Lament si trasferì a Chełmno: nel 1924 il sodalizio venne eretto in congregazione religiosa e le suore presero il nome di Missionarie della Sacra Famiglia.

## Il culto
La fase romana del suo processo di canonizzazione iniziò nel 1989: dichiarata venerabile il 22 gennaio 1991, è stata proclamata beata da papa Giovanni Paolo II il 5 giugno successivo.
La sua memoria liturgica ricorre il 29 gennaio.